# گرانت وایتاک
گرانت وایتاک (انگلیسی: Grant Whytock؛ ۱۸ ژوئن ۱۸۹۴ – ۱۰ نوامبر ۱۹۸۱) تدوین‌گر اهل ایالات متحده آمریکا بود.
از فیلم‌هایی که وی در آن‌ها نقش داشته است، می‌توان به تعطیلات در سوئد، پیکان سیاه، چهار سوار سرنوشت و وحی اشاره نمود.